# باربرا بيشوب
باربرا بيشوب (بالإنجليزية: Barbara Bishop)‏ هي عداءة سريعة باربادوسية، ولدت في 10 فبراير 1956.

## وصلات خارجية
- باربرا بيشوب على موقع أوليمبيديا (الإنجليزية)